# Growing of My Heart
Growing of My Heart è un singolo della cantante giapponese Mai Kuraki, pubblicato nel 2005 ed estratto dall'album Diamond Wave.

## Tracce
- CD

1. Growing of My Heart
2. Seven Nights
3. Winter Swear